# La Chapelle-de-Surieu
La Chapelle-de-Surieu település Franciaországban, Isère megyében. Lakosainak száma 761 fő (2022. január 1.). La Chapelle-de-Surieu Saint-Romain-de-Surieu, Sonnay, Assieu, Bellegarde-Poussieu és Montseveroux községekkel határos.

## Népesség
A település népességének változása:
| Lakosok száma | 345  | 326  | 409  | 613  | 724  | 752  | 751  | 757  | 763  | 761  |
|               | 1968 | 1982 | 1990 | 2006 | 2013 | 2015 | 2017 | 2019 | 2020 | 2022 |